# Pohár národů IFA7 2015
Pohár národů IFA7 2015 bylo 1. ročníkem Poháru národů IFA7 a konalo se v Ekvádoru ve městě Quito v období od 22. do 25. října 2015. Účastnily se ho 4 týmy, které hrály v jedné skupině systémem každý s každým. Ze skupiny pak postoupily do finále první a druhý celek. Do boje o bronz putovaly týmy na třetí a čtvrté pozici. Vyřazovací fáze zahrnovala 2 zápasy. Ve finále zvítězili reprezentanti Ekvádoru, kteří porazili výběr Mexika 4:3 po penaltách.

## Stadion
Turnaj se hrál na jednom stadionu v jednom hostitelském městě: Estadio Quito (Quito).

## Skupinová fáze
| Tým postupuje do finále            |
| Tým postupuje do zápasu o 3. místo |
| Vítěz zápasu je tučně zvýrazněn    |

Čas každého zápasu je uveden v lokálním čase.
| Tým       | Z | V | R | P | VG | IG | +/− | B |
| --------- | - | - | - | - | -- | -- | --- | - |
| Mexiko    | 3 | 3 | 0 | 0 | 15 | 8  | +7  | 9 |
| Ekvádor   | 3 | 1 | 1 | 1 | 5  | 4  | +1  | 4 |
| Argentina | 3 | 1 | 1 | 1 | 8  | 7  | +1  | 4 |
| Kanada    | 3 | 0 | 0 | 3 | 4  | 15 | −11 | 0 |

| 22. října 2015 20:00 |                  |           |                      |
| Ekvádor              | 1 : 1 1 : 0 pen. | Argentina | Estadio Quito, Quito |
|                      |                  |           | Estadio Quito, Quito |

| 22. října 2015 21:00 |       |        |                      |
| Kanada               | 2 : 8 | Mexiko | Estadio Quito, Quito |
|                      |       |        | Estadio Quito, Quito |

| 23. října 2015 20:00 |       |           |                      |
| Kanada               | 0 : 3 | Argentina | Estadio Quito, Quito |
|                      |       |           | Estadio Quito, Quito |

| 23. října 2015 21:00 |       |        |                      |
| Ekvádor              | 0 : 1 | Mexiko | Estadio Quito, Quito |
|                      |       |        | Estadio Quito, Quito |

| 24. října 2015 18:00 |       |        |                      |
| Argentina            | 4 : 6 | Mexiko | Estadio Quito, Quito |
|                      |       |        | Estadio Quito, Quito |

| 24. října 2015 19:00 |       |        |                      |
| Ekvádor              | 4 : 2 | Kanada | Estadio Quito, Quito |
|                      |       |        | Estadio Quito, Quito |

#### O 3. místo
| 25. října 2015 17:00 |       |        |                      |
| Argentina            | 5 : 0 | Kanada | Estadio Quito, Quito |
|                      |       |        | Estadio Quito, Quito |

#### Finále
| 25. října 2015 19:00 |                  |        |                      |
| Ekvádor              | 3 : 3 2 : 1 pen. | Mexiko | Estadio Quito, Quito |
|                      |                  |        | Estadio Quito, Quito |